# Willimantic (Maine)
Pour l’article homonyme, voir Willimantic au Connecticut.
Willimantic est une ville américaine située dans le Comté de Piscataquis, dans le Maine. La population était de 134 habitants selon le recensement de 2020.

## Géographie
Selon le Bureau du recensement des États-Unis , la ville a une superficie totale de 4124,09 km 2, dont 111,84 km 2 de terre et 12,25 km 2 d'eau.